# Международная ассоциация тюремного служения
Международная Ассоциация Тюремного Служения (МАТС) (англ. Prison Fellowship International (PFI)) — объединение христианских организаций всех деноминаций и течений в христианстве для совместного служения в тюрьмах по всему миру, с целью помощи заключённым, их семьям и их жертвам и проповеди среди них Слова Божьего.

## Миссия
Миссия Международной Ассоциации Тюремного Служения — служить Телу Христову в тюрьмах и за их пределами, помогая заключённым, бывшим заключённым, жертвам преступлений и их семьям и стремясь внедрить библейские принципы справедливости в систему криминального правосудия.

## История
Тюремное Братство было основано в США в 1976 году Чарльзом Колсоном, после его освобождения из тюрьмы, где он отбывал наказание за преступления, связанные с «Уотергейтом». До своего осуждения Ч. Колсон служил главным адвокатом президента Ричарда Никсона. Во время своего тюремного заключения Колсон покаялся и стал глубоко верующим христианином. В тюрьме он решил посвятить свою жизнь тому, чтобы через веру в Иисуса Христа возвращать преступников к полноценной жизни, способствовать их примирению с родными и близкими, помогать семьям заключённых.
Международная Ассоциация Тюремного Служения призвана объединить мужчин и женщин из различных христианских церквей, чтобы поделиться любовью к Богу с заключёнными, бывшими заключёнными и их семьями. 
История Чарлза Колсона, его пребывание и обращение в тюрьме, а также история создания МАТС, служение наиболее обездоленной части человечества, осуждённых преступников, описана во множестве телепередач, журналов и книг.
Через три года после образования Тюремного Братства в Соединённых Штатах, представители подобных организаций появились в Англии, Австралии, Канаде, Новой Зеландии и в 1979 году встретились на Багамских островах, чтобы создать Международную Ассоциацию Тюремного Служения (МАТС), как объединение национальных организаций Тюремного Служения. Целю МАТС стала организация и помощь национальным организациям Тюремного Служения.
С 1979 года МАТС значительно расширила географию своей деятельности и в 2012 году включает в себя 115 организаций и более 100 000 служителей по всему миру. Большая часть этого роста произошла под руководством Рона Никеля, нынешнего президента МАТС, который на протяжении более 25 лет ездит по всему миру, содействуя и поддерживая деятельность национальных организации, членов МАТС. Международная Ассоциация Тюремного Служения сегодня является самой крупной и самой обширной ассоциацией в мире, объединяющей национальные христианские служения, работающие в области уголовного правосудия.

## Руководство МАТС

### Совет директоров
- Майкл Тиммис, председатель
- Рональд Никкель, президент / генеральный директор
- Тиммоти Ху, исполнительный вице-президент
- Ян Эллиот, вице-председатель, Новая Зеландия
- Джек Кервин, казначей, Канада
- Дэвид Онг, секретарь, Сингапур
- Джонатан Айткен, Англия
- Чарльз Софи, Гана
- Марк Эрли, США
- Раймундо Лил, Мексика

### Совет попечителей
- Ян Эллиотт, председатель
- Рональд Никкель, Президент
- Константин Асавой, Европа
- Полина Ферреро, Ат-Ларге, Перу
- Херб Гриффит, Северная Америка / Карибский бассейн
- Ласидес Эрнандес, Латинская Америка
- Джек Кервин, Ат-Ларге, Канада
- Рой Муссалли, на Ближнем Востоке
- БВР Рао, Азия
- Джон Русиахана, Ат-Ларге, Руанде
- Стэн Торберн, Тихоокеанский
- Симфорин Той, в Африке
- Павел Войтас, Ат-Ларге, Польша

## Партнёры
В своей Йоханесбургской декларации от 2001 года, МАТС заявляет о своей приверженности служению в тюрьмах мира в единстве с другими христианскими тюремными служениями и своей решимости направить свои усилия против раскола в тюремном служении всех церквей, деноминаций и направлений христианства.

### Национальные и межнациональные тюремные служения-партнёры МАТС
- Alpha for Prisons (англ.)
- Association of Friends of PFI (англ.)
- Association of Caribbean Heads of Corrections and Prison Services (ACHCPS) (англ.)
- Fenix (недоступная ссылка) (англ.)
- Becoming A Good Samaritan (англ.)
- Catholic Medical Mission Board (англ.)
- Christian Medical and Dental Associations (англ.)
- Crosslink International (англ.)
- Doing HIS Time (англ.)
- Just Equipping (англ.)
- Kairos Prison Ministry (англ.)
- Kolbe Foundation (англ.)
- Humedica International (англ.)
- International Commission of Catholic Prison Pastoral Care (англ.)
- Justice Reflections (англ.)
- As We Forgive «Living Bricks Campaign» (англ.)
- Vision Aid Overseas (англ.)